# 全阿薩姆學生聯盟
全阿薩姆學生聯盟（英語：All Assam Students' Union，簡稱AASU）是印度阿薩姆邦的學生團體，成立於1967年，為1979年至1985年阿薩姆運動（對孟加拉非法移民的抗爭）的主導者，1985年阿薩姆協議簽訂後阿薩姆運動告終，全阿薩姆學生聯盟的領導人組成政黨阿薩姆人民協會黨，先後於1985年和1996年勝選而在阿薩姆邦執政。

## 歷史
1940年阿薩姆的學生團體阿薩姆學生協會（Assam Students' Association, Asom Chattra Sanmilani）分裂成全阿薩姆學生聯盟（All Assam Student Federation ）與全阿薩姆學生議會（All Assam Students' Congress）兩個組織，1967年兩組織再度合併，定名為全阿薩姆學生聯盟。
2019年，全阿薩姆學生聯盟主張〈公民身份法（修正案）〉違憲，與另一學生團體Asom Jatiyatabadi Yuba Chatra Parishad共同組建新政黨Assam Jatiya Parishad參與翌年的阿薩姆邦議會選舉，但最終未能獲得席次。